# Jean Pascal Raymond Carlenc
Jean Pascal Raymond Carlenc, (auch Carlin genannt). (* 19. September 1743 in Albi (Département Tarn); † 1. März 1828 in Saint-Pons-de-Thomières (Département Hérault)) war ein französischer Général de division der Revolutionsarmee.

## Militärdienst
Er trat am 21. Februar 1760 in das Régiment de La Rochefoucauld dragons ein, in dem er am 3. Juni 1792 zum Capitaine befördert wurde.
In seiner Eigenschaft als Kommandant des Depots von Benfeld wurde er am 20. September 1793 durch die Volksdeputierten zum Général de brigade befördert. Bereits am 2. Oktober wurde er, ohne irgendeine Art von Verdienst vorweisen zu können, zum Général de division befördert und provisorisch mit der Führung der Armée du Rhin beauftragt. Ohne jegliche Erfahrung in der Führung einer Truppe von solcher Größe wurde er in seiner ersten und einzigen Aktion, der Ersten Schlacht bei Weißenburg, von den Koalitionstruppen besiegt und musste sich bis unter die Festungswälle von Straßburg zurückziehen.
Daraufhin wurde er abgesetzt, am 23. Oktober 1793 verhaftet und unter Arrest gestellt. Er konnte der Guillotine entkommen, wurde rehabilitiert und erhielt ein neues Kommando als Kommandant von Dünkirchen. Am 9. März 1794 wurde er erneut abgesetzt und erhielt keine militärischen Aufgaben mehr. Er zog sich in seinen Heimatort Saint-Pons-de-Thomières zurück, wo er am 1. März 1828 verstarb.